# Regimini Ecclesiae Universae
Regimini Ecclesiae Universae (em português Governo da Igreja Universal) é uma constituição apostólica emitida pelo Papa Paulo VI em 15 de agosto de 1967. Esta constituição reestruturou a Cúria Romana para melhor adequá-la às necessidades do mundo moderno, seguindo as diretrizes estabelecidas pelo Concílio Vaticano II. A reestruturação da configuração da Cúria Romana é uma das várias reformas ao longo da história da Igreja Católica que visam modernizar e tornar a administração da Igreja mais eficiente. 
Durante o Concílio Vaticano II (1962-1965) que foi um evento marcante na história da Igreja, que enfatizou a necessidade de atualização e reforma das instituições da Igreja para responder aos desafios do mundo contemporâneo. 
NORMAS GERAIS:

Capítulo 1
Normas Constitutivas
1. § 1. O Tribunal Romano, pelo qual o Sumo Pontífice está habituado a organizar os assuntos de toda a Igreja ,1 é composto por Congregações, Tribunais, Ofícios e Secretários.
§ 2. As congregações são juridicamente iguais entre si.
§ 3. Os conflitos de competência, se houver, são submetidos à Assinatura Apostólica.
2. § 1. As congregações unem-se a partir dos Cardeais que o Sumo Pontífice escolheu inscrever.
§ 2. Além dos grupos ordinários dos Padres Cardeais, por discutirem assuntos de maior importância e terem natureza de princípio geral, as Congregações Plenárias incluem, como Membros das mesmas, os Bispos diocesanos nomeados pelo Sumo Pontífice. A convocação dos Bispos deverá ser feita segundo as normas das Cartas Apostólicas Pro constantes do Motu Proprio de 6 de agosto de 1967. No que diz respeito à Sagrada Congregação para os Religiosos, aplica-se a disposição especial estabelecida no mesmo Motu Proprio sob o n. 5; mas no que diz respeito à Santa Congregação para a Evangelização dos Gentios, ou Propagação da Fé, as Normas estabelecidas no n. 83, §§ 2-3 desta Constituição. § 3. As Congregações são presididas e dirigidas pelo Cardeal Prefeito. § 4. O Secretário, eleito pelo Sumo Pontífice, bem como o Subsecretário, também nomeado pelo Sumo Pontífice, e outros Funcionários, prestam assistência ao Cardeal Prefeito. § 5. Os Cardeais, como Membros da Congregação, bem como os Secretários das Congregações, são nomeados por cinco anos e podem ser confirmados. Mas necessitam da confirmação da chegada do sobrinho do Sumo Pontífice, três meses depois da eleição. Mas todos os mencionados no § 2º acima pelo prazo de cinco anos, conforme disposição publicada no com. Motu Proprio de 6 de agosto de 1967 sob o n. 6.
PAULO PP. 6
A reestruturação implementada visava tornar a Cúria Romana mais eficaz e responsiva às necessidades da Igreja global. A reforma facilitou um melhor cuidado pastoral e uma governança mais eficiente, alinhando a administração da Igreja com os tempos modernos e os desafios contemporâneos.